# Fishbelly White
Fishbelly White è un cortometraggio del 1998 diretto da Michael Burke.
Il corto è presente anche nel film antologico Boys Life 5.

## Trama
Ignorato quasi completamente dal padre, Darren, un ragazzo di campagna, adotta un pollo come animale domestico e subisce per questo la derisione di molti. Sarà l'incontro con l'adolescente Perry, vittima di abusi da parte del padre, a cambiare drammaticamente la sua vita.

## Remake
Nel 2003 è stato realizzato un remake del cortometraggio sotto forma di un film cinematografico intitolato The Mudge Boy, diretto sempre da Michael Burke ed interpretato da Emile Hirsch e Tom Guiry.

## Riconoscimenti
- 1999 - Arizona International Film Festival
  - Reel Frontier Award - Jury Special Recognition per il miglior cortometraggio
- 1999 - Aspen Shortsfest
  - Premio della Giuria al miglior film della categoria "Student"
  - Premio della Giuria alla miglior fotografia
- 1999 - Florida Film Festival
  - Grand Jury Award al miglior cortometraggio
- 1999 - Newport International Film Festival
  - Premio della Giuria al miglior cortometraggio
- 1999 - Sundance Film Festival
  - Special Jury Prize al miglior Filmmaker